# Satanas (personnage)
Pour les articles homonymes, voir Satanas.
 (octobre 2017).
Si vous disposez d'ouvrages ou d'articles de référence ou si vous connaissez des sites web de qualité traitant du thème abordé ici, merci de compléter l'article en donnant les références utiles à sa vérifiabilité et en les liant à la section « Notes et références ».
Satanas (« Dick Dastardly » en version originale) est un personnage de fiction créé par William Hanna et Joseph Barbera.
D'abord apparu Dans Les Fous du volant (1968), il apparaît également dans Satanas et Diabolo (1969) ainsi que dans Diabolo le Magnifique (1969). Il fait une petite apparition dans Les Fous du volant (2017) dans l'épisode 38 où on apprend qu'il est le grand-père du Satanas de cette série et que ses multiples tentatives de capture du pigeon Zéphyrin dans sa jeunesse l'ont rendu fou avec les pigeons.